# منتخب بيلاروس لكرة القدم
منتخب بيلاروس لكرة القدم (بالبيلاروسية: Нацыянальная зборная Беларусi па футболе)‏ هو ممثل بيلاروس الرسمي في رياضة كرة القدم ويشرف عليه اتحاد بيلاروس لكرة القدم، الهيئة الإدارية لكرة القدم في بيلاروسيا. الملعب البيتي للفريق هو استاد دينامو في العاصمة مينسك.
بعد تفكك الاتحاد السوفييتي، لعبت بيلاروس مباراته الأولى ضد ليتوانيا في 20 يوليو 1992. قبل ذلك التاريخ، انضم بعض اللاعبين البيلاروس لمنتخب الاتحاد السوفييتي لكرة القدم. أول مباراة اعترفت بها الفيفا كانت مباراة ودية ضد أوكرانيا في 28 أكتوبر 1992 وجاء أول فوز له في مباراة ضد لوكسمبورغ يوم 12 أكتوبر 1994. لم يسبق لها التأهل إلى كأس العالم أو بطولة أمم أوروبا.